# Elón (biblická postava)
Elón (hebrejsky אֵילוֹן‎, Ejlon), v českých překladech Bible přepisováno též jako Elon, Élon či Elón, je jméno několika postav Bible. Biblista Heller jméno vykládá jako „(území) Beranů“, ale poukazuje též na jiný význam, jenž může být označením pro „neobyčejný dub“. Takové stromy ve starověku často rostly v blízkosti místních božišť. Tentýž význam má i jméno jednoho z kibuců v Izraeli, který nese název Ejlon. V knize Jozue je zmínka o starověkém městě téhož jména, které leželo na území izraelského kmene Dan – snad dnešní Chirbet Alin, který leží asi 2 km východně od izraelského města Bejt Šemeš.

## Chetejec, Ezaův tchán
První zmínka v Bibli o osobě tohoto jména se týká Chetity, jenž se stal tchánem Ezaua. Na jednom místě je napsáno, že se jeho dcera jmenovala Basemat a na jiném je uváděna Áda.

## Zabulónův syn
Další biblická zmínka o osobě tohoto jména se týká syna Zabulóna, podle něhož byla nazývána jedna z čeledí Zabulónova kmene.

## Starozákonní soudce

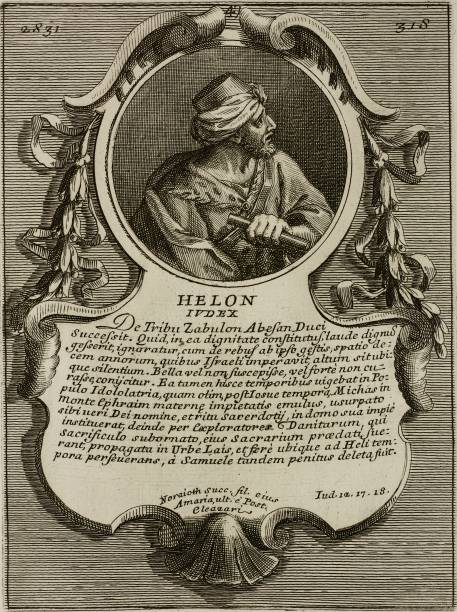
Soudce Elón

Jméno jednoho ze starozákonních soudců, o němž se zmiňuje kniha Soudců. Tento soudce pocházel z izraelského kmene Zabulón a soudil syny Izraele deset let, a sice od doby, kdy zemřel soudce Ibsán. Podle Davida Ganse Elónovo soudcovské období spadá do let 2793–2783 od stvoření světa neboli do let 969–959 před naším letopočtem. Po smrti byl Elón, který je židovskými učenci považován za jedenáctého tradenta ústní Tóry, pochován ve městě Ajalón a po něm soudil syny Izraele Abdón.